# Sabrina Siani
Sabrina Seggiani, mais conhecida como Sabrina Siani (13 de agosto de 1963, Roma) é uma atriz italiana. Ela também usa pseudônimos, como Sabrina Sellers and Sabrina Syan. Ela estrelou em diversos filmes, principalmente em filmes de canibal e como uma bárbara sexy em filmes peplum. Siani gravou a maior parte dos seus filmes entre a idade 17 a 20. Se aposentou em 1989, aos 26 anos.